# Алжир на літніх Олімпійських іграх 2012
Алжир на літніх Олімпійських ігор 2012 представляли 39 спортсменів у 12 видах спорту.

## Медалі

### Золото
- Біг на 1500 метрів, чоловіки — Тауфік Махлуфі.

## Академічне веслування
Жінки
| Спортсмени | Дисципліна | Відбіркові заїзди | Відбіркові заїзди | Втішний заїзд | Втішний заїзд | Чвертьфінали | Чвертьфінали | Півфінали | Півфінали | Фінал   | Фінал        |
| Спортсмени | Дисципліна | Час               | Місце             | Час           | Місце         | Час          | Місце        | Час       | Місце     | Час     | Місце        |
| ---------- | ---------- | ----------------- | ----------------- | ------------- | ------------- | ------------ | ------------ | --------- | --------- | ------- | ------------ |
| Аміна Руба | Одиночки   | 8:15.94           | 5                 | 8:12.83       | 4             | Н/Д          | Н/Д          | Н/Д       | Н/Д       | 8:42.23 | 26 (Фінал E) |